# 六卿
六卿（りくけい、りっけい）は、中国古代の礼書『周礼』（）に記された、西周王朝の行政組織における6名の最高官をいう。六官（）とも。同書には天官大宰、地官大司徒、春官大宗伯（）、夏官大司馬、秋官大司寇（）、冬官大司空の6人の長官に統帥される役人たちの職務が規定されている。これら6つの官は、理念的にはそれぞれ60の官職から成り、合計360という職務は1年の日数に対応するのだとされる。
大宰（「太宰」とも）は六官の長を兼ね、その際の官名を「冢宰」（）という。冢宰はのちに吏部尚書の呼称ともなった。大宰が総覧する天官は国政を統括し、大司徒（大司土）が総覧する地官は教育、人事、土地などを、大宗伯が総覧する春官は礼法、祭祀を、大司馬が総覧する夏官は軍政、兵馬を、大司寇を長とする秋官は刑罰を、大司空（大司工）を長とする冬官は土木工作を司った。六官の思想は後世においても六部（）として継承されていった。
なお、6世紀に宇文泰が西魏の実権を握ると『周礼』に基づいた官名を用いた官制改革を行い、自ら大冢宰（大宰兼冢宰）に就任するなど、六卿を任命した。宇文泰は北周を建国（本人は皇帝即位前に病死）すると、その制度が継承されたが、北周が隋に代わられた際に廃された。
| 六官 | 六卿   | 担当国務         | 尚書省六部 |
| ---- | ------ | ---------------- | ---------- |
| 天官 | 大宰   | 国政を統括       | 吏部       |
| 地官 | 大司徒 | 教育、人事、土地 | 戸部       |
| 春官 | 大宗伯 | 礼法、祭祀       | 礼部       |
| 夏官 | 大司馬 | 軍政、兵馬       | 兵部       |
| 秋官 | 大司寇 | 刑罰             | 刑部       |
| 冬官 | 大司空 | 土木工作         | 工部       |